# Coś się kończy, coś się zaczyna (opowiadanie)
Coś się kończy, coś się zaczyna – opowiadanie fantasy Andrzeja Sapkowskiego.  

## Historia
Powstało w 1992, a po raz pierwszy opublikowane zostało drukiem w 1993. W 2000 zamieszczono je w zbiorze o takim samym tytule; w 2012 przedrukowano je w zbiorze Maladie i inne opowiadania. 

## Fabuła
Treścią opowiadania jest przebieg wesela Geralta i Yennefer z Vengerbergu.

## Odbiór
W 2012 zbiór Maladie i inne opowiadania zrecenzował dla portalu Poltergeist (polter.pl) recenzent o pseudonimie Camillo. Opowiadanie ocenił pozytywnie, pisząc, że jest to "zdecydowanie najzabawniejsze opowiadanie w zbiorze i przy okazji jedno z dwóch najlepszych".

## Analiza
Choć „Coś się kończy, coś się zaczyna” dotyczy Geralta z Rivii, nie jest jednak związane z sagą o Wiedźminie, wbrew nocie zamieszczonej przez wydawcę nie jest również alternatywnym zakończeniem sagi, a całkowicie odrębnym utworem – co podkreślił sam autor. 
Pomysłu na opowiadanie dostarczyła Sapkowskiemu wiadomość o ślubie Pawła Ziemkiewicza i Pauliny Braiter. W opowiadaniu występuje wiele postaci znanych z wczesnych opowiadań z cyklu wiedźmińskiego, jak też nawiązania do części sagi, która w momencie publikacji opowiadania (1994) jeszcze nie istniała. Sapkowski we wstępie do wydania z roku 2000 wyjaśniał to następująco:

Uważni czytelnicy dostrzegą jednak w „Coś się kończy...” pewne fragmenty tekstu, które opowiadanie z pięcioksięgiem łączą tak jakby. Jest to niezbity dowód na fakt, że „wiedźmińska saga” tworzona była według precyzyjnego planu, nie była, wbrew plotkom, pisana chaotycznie niczym rozgrywka role playing game, a zakończona wtedy, gdy autorowi się znudziło.